# Обмін розташуванням
У стереохімії обмін розташуванням — зміна внутрімолекулярного оточення структурно-ідентичних груп зі збереженням молекулярного скелета (тобто порядку розташування зв'язків у молекулі), що викликані різними видами їх внутрішнього руху в молекулі, але відбуваються без розриву хімічних зв'язків, зокрема в конформаційно рухливих системах. Наприклад, при інверсії циклогексанового кільця аксіальна й екваторіальна орієнтації метильних груп можуть швидко й оборотно змінюватися і відмінність між їх розташуванням усереднюється, хоча може проявитися при понижених температурах.